# Jim Bryant
James Howard 'Jim' Bryant (Birmingham, 2 juni 1929 – 22 juni 2022) was een Amerikaanse zanger, arrangeur en componist.

## Carrière
Hij is het meest bekend voor het leveren van de zangstem van Tony (op het scherm gespeeld door Richard Beymer) in de filmmusical West Side Story uit 1961. Hij zong ook voor James Fox in de filmmusical Thoroughly Modern Millie uit 1967 en zong in het nummer The Telephone Hour in Bye Bye Birdie. Hij zong ook in de groep die het themalied van de tv-serie Batman uitvoerde.
Bryant groeide op in Tarrant (Alabama). Hij bezocht het Birmingham Southern College en het Birmingham Conservatory of Music, voordat hij een studiebeurs in compositie ontving aan het New England Conservatory of Music in Boston (Massachusetts). Daarna verhuisde hij in 1953 naar New York, waar hij werkte als achtergrondzanger. Later verhuisde hij naar Los Angeles en speelde bas in de huisband van het restaurant Puccini in Beverly Hills, dat eigendom is van Frank Sinatra.
Zijn werk als orkestrator omvat de films Not with My Wife, You Don't!, Penelope en de tv-serie Lost in Space. Hij componeerde ook muziek die te horen was in Walt Disney World en Tokyo Disneyland.
Bryant scoorde ook de muziek voor tal van radio- en tv-commercials voor klanten zoals Lone Star Beer, Tecate, Chrysler Imports en Toyota Motor Cars.
Hij was een vriend van Jimmy Bryant, de beroemde gitarist, met wie hij vaak verward wordt.
Bryant studeerde compositieleer aan het New England Conservatory of Music in Boston. In 1953 ging hij naar New York, waar hij als achtergrondzanger aan de slag ging. Voor de films Bye Bye Birdie (1963) en Modern Millie (1967) zong hij telkens een song als zangdouble in.
- Gemeinsame Normdatei: 134338936
- International Standard Name Identifier: 0000 0003 6150 3077
- Library of Congress Control Number: n95007990
- MusicBrainz: 4a7c5179-fb03-4bdb-a730-d851af753762
- Système universitaire de documentation: 078185793
- Virtual International Authority File: 224319417